# Baba Qazim Bakalli
Baba Qazim Bakalli (ur. 1895 w Djakowicy, zm. 15 lutego 1981) – albańsko-jugosłowiański nauczyciel, bektaszycki derwisz.

## Życiorys
Pobierał naukę w Djakowicy i w Skopje. Pracował następnie jako nauczyciel w Djakowicy, a w 1918 roku udał się do Albanii; tam pracował jako nauczyciel w Lumë oraz jako urzędnik w Bytyçu. Przeniósł się następnie do Fushë-Krujë, gdzie został bektaszyckim derwiszem. Po nieudanej rewolucji czerwcowej z 1924 roku był przez kilka miesięcy więziony w Tiranie, po wypuszczeniu wrócił do Djakowicy, gdzie od 1927 roku do swojej śmierci służył w chanace.
Przetłumaczył jeden z perskojęzycznych rękopisów, który przetrwał wojnę w Kosowie; przekład został w opublikowany 2007 roku.

## Upamiętnienia
Na cześć Baby Qazima Bakallego nazwano jedną z ulic w Djakowicy.